# Илия Борисович
Илия Борисович — псковский посадник.
После того как ливонские немцы убили в Лотыголе псковских послов, не дождавшись помощи ни от Новгорода, ни от Ольгерда, ходил с псковичами, в 1341, на реке Омовжу (Эмбах) и 2 мая разгромил немецкие поселения по обоим берегам этой реки.
Во время этой войны немцы осаждали Изборск и Илие Борисовичу пришлось перетерпеть во время осады разные лишения. После длительной осады немцы отступили.
В 1348  году новгородцы были сильно притеснены были шведским королём Магнусом, который взял Орешек. Илия Борисович выступил с псковичами к Орешку на помощь новгородцам, за это получил от Новгорода политическую автономию.